# Malu (filme)
Malu é um filme de drama brasileiro de 2024 dirigido e escrito por Pedro Freire. O filme é livremente inspirado na vida da atriz Malu Rocha, mãe do diretor, interpretada por Yara de Novaes, e aborda a relação repleta de idas e vindas entre uma família formada por três mulheres de gerações diferentes. Conta ainda com as atuações de Carol Duarte, no papel da filha, e Juliana Carneiro da Cunha, no papel da mãe.
Malu teve sua première mundial no Festival Sundance de Cinema em 21 de janeiro de 2024 e foi lançado no Brasil em 31 de outubro de 2024 pela Filmes do Estação. O filme foi recebido com avaliações positivas por parte da crítica especializada, que, em geral, favoreceu o filme quanto a sensibilidade do roteiro e as atuações das três atrizes principais como magistrais. Comercialmente, o filme teve uma distribuição limitada e gerou uma receita de 135,8 mil reais.
Durante o 26º Festival do Rio, o filme se saiu como o grande vencedor da noite, compartilhando o prêmio de Melhor Filme com Baby, de Marcelo Caetano. O filme também teve reconhecimento de Melhor Roteiro, além de Yara de Novaes receber o Troféu Redentor de Melhor Atriz e as atrizes Carol Duarte e Juliana Carneiro da Cunha receberem o prêmio de Melhor Atriz Coadjuvante compartilhado. Novaes também recebeu uma indicação da Associação Paulista de Críticos de Arte de Melhor Atriz de Cinema.

## Premissa
Ambientado no vibrante Rio de Janeiro dos anos 1990, Malu oferece um retrato íntimo e multifacetado de sua protagonista, uma mulher marcada por contrastes. Carismática e cheia de energia, Malu exala um charme irresistível, mas também carrega as cicatrizes emocionais deixadas por uma raiva profunda e incontida. Ela vive em uma modesta casa na favela ao lado de sua mãe, Dona Lili (Juliana Carneiro da Cunha), uma mulher conservadora e vulnerável que, apesar de suas fragilidades, mantém uma relação conflituosa e intensa com a filha.
Ainda sonhando em reviver os dias de glória nos palcos, Malu enfrenta a dura realidade de um talento esquecido e de um passado que a prende. A inesperada chegada de sua filha Joana (Carol Duarte), que retorna de Paris após uma promissora temporada no teatro, traz à tona antigas mágoas e ressentimentos. Esse reencontro agrava o conflito interno de Malu, que luta para conciliar suas aspirações frustradas, as pressões da maternidade e a complexa dinâmica familiar. Em meio a esse cenário, o filme explora com profundidade os ciclos de violência emocional e a fragilidade dos laços entre gerações, compondo uma narrativa intensa e repleta de nuances.

## Elenco
- Yara de Novaes como Malu
- Juliana Carneiro da Cunha como Dona Lili
- Carol Duarte como Joana
- Átila Bee como Tibira
- Marina Provenzzano como Clara
- Felipe Haiut como Rodrigo
- Márcio Vito como Padre

## Produção

### Concepção
O filme Malu, dirigido por Pedro Freire, é inspirado na relação do cineasta com sua mãe, a atriz Malu Rocha, que faleceu em 2013 aos 65 anos devido a complicações de uma doença neurológica. Filho de Malu e Herson Capri, Freire transformou memórias pessoais em seu primeiro longa-metragem, que explora traumas intergeracionais e ciclos de violência.
Após muito tempo de elaboração chegou à trama que acompanha Malu (Yara de Novaes), uma mulher que sonha em criar um espaço teatral em sua casa, localizada em uma favela. Apesar das aspirações artísticas, ela mantém uma relação marcada pela violência com sua mãe (Juliana Carneiro da Cunha) e sua filha (Carol Duarte), perpetuando um padrão de abusos herdados de gerações anteriores.
Freire revelou que o processo criativo envolveu dez versões do roteiro e anos de trabalho, com apoio da psicanálise. Ele descreve como colocou no papel suas vivências, tanto as mais traumáticas quanto as mais felizes, e, posteriormente, depurou o material para construir a narrativa. "Com a ajuda da psicanálise, percebi que estava fazendo um filme sobre traumas intergeracionais", afirmou. A psicanálise também influenciou diretamente o desenvolvimento da história, ajudando-o a conectar sua experiência pessoal a uma reflexão mais ampla sobre a perpetuação da violência.

### Escolha do elenco e filmagens
A escolha das atrizes principais de Malu foi um processo criterioso, marcado pela busca de profissionais com experiência teatral que pudessem trazer uma abordagem realista para o cinema. O diretor Pedro Freire priorizou atrizes de teatro, como Yara de Novaes, Carol Duarte e Juliana Carneiro da Cunha, pela familiaridade dessas profissionais com processos mais longos de ensaio e preparação, algo essencial para a construção das complexas relações no filme. O filme é uma produção da Bubbles Project e TvZero, com coprodução da RioFilme, Telecine e Canal Brasil.
O trabalho com o elenco seguiu uma metodologia baseada em técnicas de Stanislavski, passando também por influências de John Cassavetes. Durante três semanas de ensaios, as cenas foram exploradas de forma improvisada, sem que as atrizes decorassem o texto inicialmente. A equipe lia cada cena uma única vez e, a partir disso, improvisava as situações até alcançar um entendimento emocional profundo. Apenas após essa etapa o texto foi decorado, o que se mostrou um processo fluido, já que as atrizes já compreendiam plenamente as intenções e emoções de suas falas.
Nas filmagens, esse processo de preparação detalhado resultou em um desempenho extremamente eficiente, com 90% das cenas sendo concluídas em apenas um ou dois takes. O ambiente de filmagem foi marcado pela alta preparação do elenco e da equipe técnica, que evitou problemas de foco, áudio ou texto. Apenas algumas cenas mais intensas foram repetidas para alcançar maior profundidade emocional. Esse rigoroso processo de ensaio e filmagem garantiu uma performance autêntica e um núcleo familiar bem amarrado, refletindo a complexidade e a poesia que permeiam o filme.

## Lançamento
Malu teve sua estreia mundial na mostra competitiva do World Cinema Dramatic Competition no Festival Sundance de Cinema, nos Estados Unidos, em 21 de janeiro de 2024. Em seguida, passou pelo Festival Internacional de Cinema de Hong Kong, na China, em 2 de abril de 2024. Esteve ainda no San Diego Latino Film Festival (EUA), Sundance CDMX (México) e Mediterranean Film Festival Split (Croácia), entre outros. No Brasil, o filme saiu-se como o grande vencedor do Festival do Rio, em 10 de outubro de 2024. Destacou-se na Mostra Internacional de Cinema de São Paulo em 17 de setembro de 2024. Em 15 de dezembro de 2024, participou do Festival de Cinema de Kerala, na Índia.
Comercialmente, o filme foi lançado nos cinemas do Brasil em 31 de outubro de 2024 com sessões limitas. A distribuição do filme foi realizada pela Filmes do Estação com co-distribuição da RioFilme, com o apoio do Projeto Paradiso.

## Recepção

### Bilheteria
De acordo com dados da Agência Nacional do Cinema (Ancine), o filme teve um lançamento limitado e teve um público acumulado em 7 374 pessoas, gerando uma receita de 135 863 reais e 84 centavos.

### Resposta da crítica
Malu foi recebido pela crítica especializada com bastante entusiasmo e respostas positivas. Guilherme Jacobs, em seu texto para o website Omelete, analisa como Malu constrói, de forma genuína e cuidadosa, a relação entre três gerações de mulheres, explorando suas qualidades, defeitos e complexidades emocionais. As atuações de Yara de Novaes, Carol Duarte e Juliana Carneiro da Cunha são destacadas por trazerem profundidade e humanidade às personagens, evitando estereótipos e caricaturas. Jacobs escreve ainda que a protagonista Malu, vivida por Yara de Novaes, é apresentada como uma figura carismática e intensa, cujos conflitos internos tornam difícil rotulá-la apenas como "mãe problemática" ou "mulher em crise". Já Joana (Carol Duarte) é retratada como alguém que tenta ajudar a mãe, mas não sem sofrer emocionalmente no processo, enquanto Dona Lili (Juliana Carneiro da Cunha) equilibra atos detestáveis com uma lógica emocional compreensível.
Ricardo Dahen, para o Correio Braziliense, destaca Malu como um filme que combina humor, nostalgia e reflexão, conduzido por uma protagonista irreverente e cheia de contrastes. Malu é desbocada, utópica e cômica, especialmente em seus conflitos com a mãe Lili, interpretada magistralmente por Juliana Carneiro da Cunha. Segundo Dahen, o longa dialoga com o universo de Joaquim Pedro de Andrade e aborda temas femininos enquanto expande seu foco com personagens como Tibira (Átila Bee), um visitante momentâneo da casa. Misturando passado e futuro, a trama explora sonhos perdidos, afetos adiados e a complexidade dos laços familiares. Momentos marcantes, como o embate com um padre oportunista, revelam o espírito contestador de Malu, evocando ecos do cinema de Durval Discos.
Renan Guerra, para o Scream & Yell, destaca que a obra é um "filme de atrizes", pontuando as performances das protagonistas como fundamental para o bom desempenho do filme. Guerra ainda escreveu que o filme "existe por si só, sua construção narrativa sobre essa família e essas mulheres é de um primor e de uma densidade que leva o espectador por uma jornada intensa de sentimentos e sensações – tenha você uma família disfuncional ou não, é bem difícil passar ileso por essa experiência. A resolução final é: assista “Malu” de uma tacada só e aproveite o escuro do cinema para liberar qualquer choro que esteja preso por aí".

### Prêmios e indicações
| Lista de prêmios e indicações             | Lista de prêmios e indicações | Lista de prêmios e indicações                     | Lista de prêmios e indicações | Lista de prêmios e indicações | Lista de prêmios e indicações |
| Premiação                                 | Data da cerimônia             | Categoria                                         | Indicação                     | Resultado                     | Ref.                          |
| ----------------------------------------- | ----------------------------- | ------------------------------------------------- | ----------------------------- | ----------------------------- | ----------------------------- |
| Festival Sundance de Cinema               | 28 de janeiro de 2024         | Melhor Filme                                      | Malu                          | Indicado                      | [ 14 ]                        |
| Festival do Rio                           | 13 de outubro de 2024         | Melhor Filme                                      | Malu                          | Venceu                        | [ 5 ]                         |
| Festival do Rio                           | 13 de outubro de 2024         | Troféu Redentor de Melhor Atriz                   | Yara de Novaes                | Venceu                        | [ 5 ]                         |
| Festival do Rio                           | 13 de outubro de 2024         | Troféu Redentor de Melhor Atriz Coadjuvante       | Carol Duarte                  | Venceu                        | [ 5 ]                         |
| Festival do Rio                           | 13 de outubro de 2024         | Troféu Redentor de Melhor Atriz Coadjuvante       | Juliana Carneiro da Cunha     | Venceu                        | [ 5 ]                         |
| Festival do Rio                           | 13 de outubro de 2024         | Melhor Roteiro                                    | Pedro Freire                  | Venceu                        | [ 5 ]                         |
| Festival Internacional de Cinema do Cairo | 22 de novembro de 2024        | Melhor Primeiro ou Segundo Trabalho de um Diretor | Pedro Freire                  | Venceu                        | [ 15 ]                        |
| Festival Internacional de Cinema do Cairo | 22 de novembro de 2024        | Melhor Atriz (competição internacional)           | Yara de Novaes                | Venceu                        | [ 15 ]                        |
| Kerala International Film Festival        | 20 de dezembro de 2024        | Melhor Filme (Suvarna Chakoram)                   | Malu                          | Venceu                        | [ 16 ]                        |
| Associação Paulista de Críticos de Arte   | 21 de janeiro de 2025         | Melhor Filme                                      | Malu                          | Indicado                      | [ 17 ]                        |
| Associação Paulista de Críticos de Arte   | 21 de janeiro de 2025         | Melhor Atriz de Cinema                            | Yara de Novaes                | Indicada                      | [ 17 ]                        |
| Associação Paulista de Críticos de Arte   | 21 de janeiro de 2025         | Prêmio Especial de Cinema                         | Pedro Freire                  | Venceu                        | [ 17 ]                        |
| Prêmio Grande Otelo                       | 30 de julho de 2025           | Melhor Longa-Metragem de Ficção                   | Malu                          | Indicado                      | [ 18 ]                        |
| Prêmio Grande Otelo                       | 30 de julho de 2025           | Melhor primeira direção de longa-metragem         | Pedro Freire                  | Venceu                        | [ 18 ]                        |
| Prêmio Grande Otelo                       | 30 de julho de 2025           | Melhor atriz de longa-metragem                    | Yara de Novaes                | Indicado                      | [ 18 ]                        |
| Prêmio Grande Otelo                       | 30 de julho de 2025           | Melhor atriz coadjuvante de longa-metragem        | Carol Duarte                  | Indicado                      | [ 18 ]                        |
| Prêmio Grande Otelo                       | 30 de julho de 2025           | Melhor atriz coadjuvante de longa-metragem        | Juliana Carneiro da Cunha     | Venceu                        | [ 18 ]                        |
| Prêmio Grande Otelo                       | 30 de julho de 2025           | Melhor ator coadjuvante de longa-metragem         | Átila Bee                     | Indicado                      | [ 18 ]                        |
| Prêmio Grande Otelo                       | 30 de julho de 2025           | Melhor direção de fotografia                      | Mauro Pinheiro Jr.            | Indicado                      | [ 18 ]                        |
| Prêmio Grande Otelo                       | 30 de julho de 2025           | Melhor roteiro original                           | Pedro Freire                  | Venceu                        | [ 18 ]                        |
| Prêmio Grande Otelo                       | 30 de julho de 2025           | Melhor direção de arte                            | Elsa Romero                   | Indicado                      | [ 18 ]                        |
| Prêmio Grande Otelo                       | 30 de julho de 2025           | Melhor maquiagem                                  | Marcos Freire                 | Indicado                      | [ 18 ]                        |
| Prêmio Grande Otelo                       | 30 de julho de 2025           | Melhor montagem                                   | Marilia Moraes                | Indicado                      | [ 18 ]                        |
| Prêmio Grande Otelo                       | 30 de julho de 2025           | Melhor som                                        | Marcel Costa e Daniel Turini  | Indicado                      | [ 18 ]                        |